# 新渡戸遠友リビングラボ
一般社団法人 新渡戸遠友リビングラボ（いっぱんしゃだんほうじん にとべえんゆうりびんぐらぼ）は、札幌市に拠点を置き、新渡戸稲造博士を敬愛しつつ、よりよい社会作りのために活動する団体である。
なお、当団体は、2023年（令和5年）11月14日付けで（一社）「新渡戸稲造と札幌遠友夜学校を考える会」から（一社）「新渡戸遠友リビングラボ」へと名称変更が行われている。
これまで松井博和（北海道大学名誉教授、札幌農学校同窓会理事長）が理事長を務めていたが、2024年1月10日に理事長、副理事長など大幅な役員変更があった。
現在の理事長は、小篠隆生である。

## 法人の事業概要
（一社）「新渡戸稲造と札幌遠友夜学校を考える会」がステップアップして、（一社）「新渡戸遠友リビングラボ」となり、法人の事業概要も衣替えとなっている。

※この節（セクション）に関しては、記事の作成者が独自の編集をするわけにいかないので、当該法人が公表する資料（文書）を元に以下に引用した。

- 札幌農学校の開校は、開拓使設置と並んで、札幌と北海道の曙であり、「札幌のまちづくり」「北海道農業開発」の150年にとって重要な出来事だった。
- とりわけ農業については、開拓使＝農学校＝札幌官園が三位一体となって技術や経営、人材育成などに尽力したことで、わずか150年で世界に誇る北海道農業を構築した。
- 世界と同時に地域にも責任を持つ北海道大学が、研究普及に力を注ぐことは極めて重要であり、次の150年、すなわち「北」にある「光」を展望し、「北」から「世界」に発信する。

- 大学発祥の地を新たなまちづくり実験の場として、市民と産学官のセクターと北海道大学が協働で拠点を形成し、まちづくりに取り組む。
- まちづくり関係分野の研究者たちと学生、市民が、新たな施設（生きた実験室＝リビング・ラボ）を活用して、SDGsのまちづくりを実験、実証していく。

- 地域と日常的かつアドホック的な交流を促す空間として、地域と施設に集う人の交流が生まれる拠点とする。遠友夜学校の原型の再編集をする。
- 子ども、大人、お年寄り、市民、来訪者が多様に交わり、楽しめる新しい公園空間とする。

## 会報創刊号の発行
任意団体「新渡戸稲造と札幌遠友夜学校を考える会」（会長・秋山孝二）は、2013年（平成25年）8月21日、会報の「創刊号』を発行した。A4判、全2ページである。会長・秋山孝二の挨拶などを載せた。
各号ページ数は異なるが、以降、諸活動の内容を記事にする形で、年1回の発行を続けた。2015年（平成27年）6月27日発行の『第3号』は、「札幌遠友夜学校創立120周年記念誌」は全30ページであった。

## 「(仮称) 札幌遠友夜学校記念館」建築コンセプト設計の公募開始
任意団体「新渡戸稲造と札幌遠友夜学校を考える会」は、2014 年（平成26 年）1月1日、「(仮称) 札幌遠友夜学校記念館」建築コンセプト設計の公募を開始した。2014年（平成26年）2月20日の締切日までに合計50件の応募設計作品が寄せられた。同2月25日～3月7日の選考審査の結果、アメリカからの応募者（Naomi Darling）の作品が第1位となり、これを採用することに決まった。
2014年（平成26年）3月20日発行の同会『会報第2号』p 8～9には、同会理事・高橋大作が「札幌遠友夜学校記念館（仮称）建設担当部からの報告」を書いている。この中で、高橋は「来年の春から建設工事が始まり、年末にはほぼ終了する予定を考えておりますが、今から建設のための募金活動を始めます」とある。つまり、2015年（平成27年）春から建設工事が始まり、同年末にはほぼ終了する」との予定が発表された。募金活動は2013年（平成25年）5月に始まっていた。
設計公募の結果については、2014年（平成26年）５月27～29日、公募作品50点のうち、制作者の同意が得られた29点の設計図と理念の展示が札幌駅前通地下歩道空間「チ・カ・ホ」で公開された。
なお、建設予定地は、札幌市中央区の豊平橋近くの、新渡戸稲造記念公園とされている。

## 任意団体から一般社団法人へ
「新渡戸稲造と札幌遠友夜学校を考える会」は認可を受け、「任意団体」から「一般社団法人」となった。2014年（平成26年）2月14日のことであった。
法人化後も、規約等は原則的に2013年（平成25年）3月18日に設立した前身の任意団体を引き継ぐ形で運営した。役員は、理事5人、幹事1人を置き、代表理事は、秋山孝二（公益財団法人秋山記念生命科学振興財団理事長）が引き続き務めた。理事は高橋大作（日本ファータイル技術部長）などが務めた。
拠点の事務局は引き続き山﨑健作方に置いていたが、2015年（平成27年）4月に山﨑が別行動の「遠友再興塾」の代表になった関係もあり、2017年（平成29年）6月からは秋山の所有する「愛生館ビル」に移した。以後、同所にずっと置き続けた。
同会は、2014年（平成26年）12月完成予定の遠友夜学校跡地の「新渡戸稲造記念公園」造成に向け、地元の連合町内会に対して記念館建設の説明会を開き、記念館への要望を聞いた。また、公園銘板とメモリアルウォールの文言作成に、札幌市みどりの推進課とともに考え、協力した。
秋山代表理事（理事長）は2020年（令和2年）2月13日までその任に就き、その後は副理事長に退いた。